# Zecchino d'Oro 1967
Il nono Zecchino d'Oro si è svolto a Bologna dal 3 al 5 marzo 1967.
È stato presentato da Mago Zurlì, interpretato da Cino Tortorella.
Laura Mollica, che nel 1993 era anche ospite della trasmissione 44 gatti, in onda su Canale 5 e condotta da Rita Dalla Chiesa, è divenuta una cantante di musica popolare siciliana.
Marco Guidarini intraprese giovanissimo la carriera di violoncellista che poi abbandonò per quella di direttore d'orchestra.

## Brani in gara
- E ciunfete... nel pozzo! (Testo: Alberto Testa/Musica: Gorni Kramer) - Luca Baldassari (5 anni e ½)
- Il cane capellone (Testo: Laura Zanin/Musica: Federico Bergamini) - Patrizia Barnaba (6 anni)
- Il leprotto Pim Pum Pam (Testo: Luciano Sterpellone/Musica: Mario Pagano, Luciano Tomei) - Bruno Piro (7 anni)
- La canzone della luna (Testo: Antonio Mennillo/Musica: Augusto e Giordano Bruno Martelli) - Alessandra Cavedon e Donatella Villa (entrambe 7 anni)
- La lucciola nel taschino (Testo: Emilio De Sanzuane/Musica: Franco Millan) - Gaetano Tartaglia (6 anni)
- La mini-coda (Testo: Misselvia/Musica: Franco Mojoli) - Laura Mollica (3 anni e ½)
- La pecorella al bosco (Testo: Pinchi/Musica: Augusto e Giordano Bruno Martelli) - Ilaria Gavaini (5 anni), Chicco Giuliani (6 anni), Giuseppina Perra (3 anni e ½), Armando Pintaudi (6 anni) e Gianna Poli (3 anni)
- Parapapà (Testo: Laura Zanin/Musica: Arturo Casadei) - Marco Guidarini (6 anni e ½)
- Per un ditino nel telefono (Testo: Luciano Beretta/Musica: Adriano Della Giustina) - Cinzia Basenghi (6 anni) e Andrea Sirotti (3 anni)
- Popoff (Testo: Anna Benassi/Musica: Paolo Gualdi, Mario Pagano) - Walter Brugiolo (5 anni e ½)
- Tre goccioline (Testo: Tony Martucci/Musica: Corrado Comolli) - Paola Fabbri (4 anni e ½), Mara Febbi (7 anni), Marina Lo Giudice (5 anni) e Maria Teresa Merlo (5 anni e ½)
- Un milione di anni fa (Testo: Franco Maresca/Musica: Mario Pagano, Gianrico Gregoretti) - Fulvio Gelato (5 anni e ½)